# Tremarctinae
Los tremarctinos (Tremarctinae) son una subfamilia de úrsidos que contiene solo un miembro viviente, el oso de anteojos (Tremarctos ornatus), en Sudamérica y varias especies extintas incluidas en cuatro géneros: el oso de anteojos de Florida (Tremarctos floridanus), los osos de hocico corto norteamericanos de los géneros Plionarctos (P. edensis y P. harroldorum) y Arctodus (A. pristinus, y A. simus), y los osos de hocico corto de Suramérica del género Arctotherium (incluyendo  A. angustidens, A. vetustum, A. bonariense, A. tarijense y A. wingei).
Tremarctinae fue incluido en Ursidae por P. R. Bjork en 1970 y es una de las tres subfamilias reconocidas en Ursidae (hasta 2008).

## Taxonomía
Subfamilia Tremarctinae
- Tremarctos (Osos de anteojos)

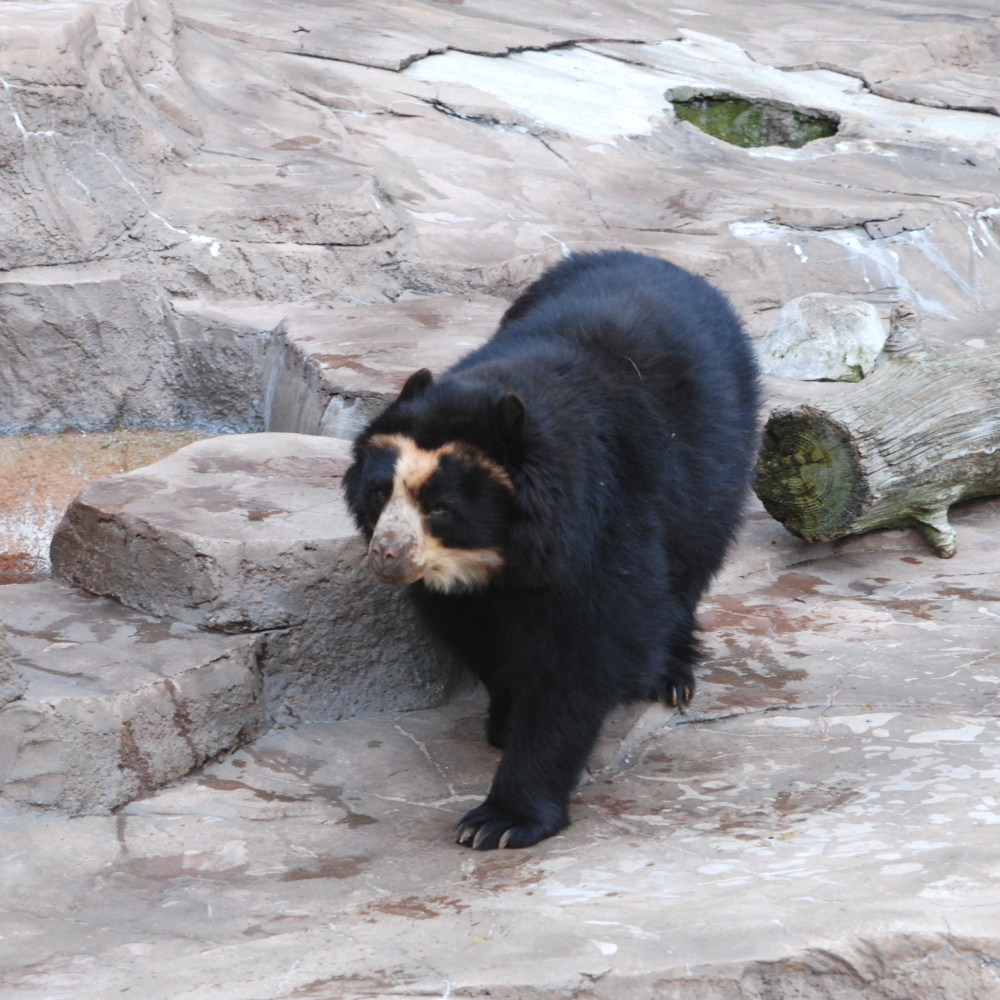
Un oso de anteojos en Zoo de Tennōji, Osaka.

  - Tremarctos ornatus - Oso de anteojos
  - † Tremarctos floridanus - Oso de anteojos de Florida
- † Arctodus (Osos de cara corta u osos bulldog)
  - † Arctodus simus - Oso de hocico corto gigante
  - † Arctodus pristinus - Oso de hocico corto menor
- † Arctotherium (Osos de hocico corto de Suramérica)
  - † Arctotherium angustidens
  - † Arctotherium bonariense
  - † Arctotherium tarijense
  - † Arctotherium vetustum
  - † Arctotherium wingei
- † Plionarctos (Osos de hocico corto norteamericanos)
  - † Plionarctos edensis
  - † Plionarctos harroldorum